# William Cook (Mathematiker)

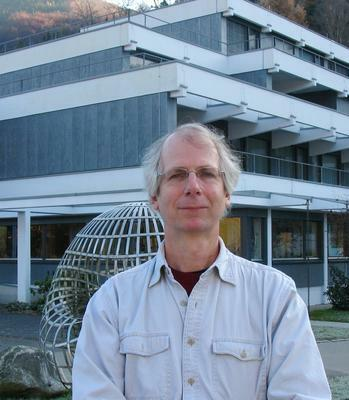
William Cook

William John Cook (* 18. Oktober 1957 in New Jersey) ist ein US-amerikanischer Mathematiker, dessen Spezialgebiet die lineare und ganzzahlige Optimierung ist. Neben Beiträgen zu verschiedenen graphentheoretischen Problemen wie dem Matchingproblem ist er vor allem durch seine Arbeiten zum Problem des Handlungsreisenden (TSP) bekannt geworden. Im Rahmen dieses Optimierungsproblems hat Cook bedeutende Beiträge zur Weiterentwicklung von Schnittebenen- und Branch-and-Cut-Verfahren beigetragen, die heute zum Teil auch bei der Lösung anderer ganzzahliger Optimierungsprobleme standardmäßig verwendet werden. Das von ihm mitentwickelte, Branch-and-Cut-basierte Programm Concorde zur Lösung des Problems des Handlungsreisenden war an sämtlichen TSP-Rekorden der letzten Jahre beteiligt.

## Akademischer Werdegang
Cook erwarb im Jahre 1979 den Bachelor in Mathematik an der Rutgers University und ein Jahr später den Master im Fachgebiet Operations Research an der Stanford University. Drei Jahre später erwarb er seinen Doktorgrad an der University of Waterloo in Ontario, Kanada (On Some Aspects of Totally Dual Integral Systems). Nach einem zweijährigen Aufenthalt am Institut für Operations Research in Bonn verbrachte er einige Zeit als wissenschaftlicher Mitarbeiter an der Cornell University und der Columbia University, bevor er im Jahre 1988 zu Bellcore wechselte.
Nach weiteren anderthalb Jahren in Bonn bekam er im Jahre 1996 eine Professur für angewandte Mathematik an der Rice University in Texas, wo er unter anderem mit Robert Bixby und David Applegate an Lösungsverfahren für das Problem des Handlungsreisenden forschte. Nach einem Aufenthalt an der Princeton University von 2000 bis 2002 wechselte Cook an die Georgia Tech, wo er bis 2012 als Professor tätig war. Seit Anfang 2013 ist er Professor für Kombinatorik und Optimierung an der University of Waterloo. Er ist Fellow der American Mathematical Society, sowie des Institute for Operations Research and Management Science (INFORMS).
Er ist Chefredakteur der Zeitschrift Mathematical Programming, Series A.

## Preise und Ehrungen
- 2000: Beale-Orchard-Hayes-Preis der Mathematical Programming Society
- 2007: Frederick-W.-Lanchester-Preis[5]

## Schriften
- Mit: William Cunningham, Alexander Schrijver: Combinatorial Optimization. John Wiley and Sons, New York, 1998.
- Mit: Paul Seymour: Polyhedral Combinatorics. DIMACS Series in Discrete Mathematics and Theoretical Computer Science, Band 1, American Mathematical Society, 1990.
- Mit: David Applegate, Robert Bixby, Vašek Chvátal: On the Solution of Traveling Salesman Problems. In: Documenta Mathematica, Extraband III zum Internationalen Mathematikerkongress 1998, Seiten 645–656. (Postscript; GZIP; 68 kB)
- Mit László Lovász, Jens Vygen: Research Trends in Combinatorial Optimization. Springer-Verlag, Berlin 2009, ISBN 978-3-540-76795-4.